# Magnus Palmærus
Magnus Palmærus, född 18 december 1701 i Örberga socken, död där 16 juni 1782, var en svensk präst.

## Biografi
Palmærus föddes 1701 i Örberga socken. Han var son till kyrkoherden Samuel Palmærus och Inga Aschanius. Palmærus blev hösten 1719 student vid Uppsala universitet. 11 april 1722 prästvigdes han till domesticus episcopi. Palmærus blev 1724 komminister i Virserums församling. År 1729 blev han vice pastor i Örberga församling och 23 november 1740 kyrkoherde i församlingen. Han var mellan 15 juli 1763 och 26 augusti 1778 kontraktsprost i Dals kontrakt. Palmærus avled 1782 i Örberga socken. Han begravdes på kyrkogården.
Ett porträtt av honom finns i sakristian i Örberga kyrka.

### Familj
Palmærus gifte sig första gången 1724 med Margareta Cantell (1707-1738), som var dotter till kyrkoherden i Målilla socken. De fick tillsammans barnen Inga Helena, Samuel (född 1727), Nils (1728–1799), Stina Catharina (1730–1734), Maria (1732–1733), Greta (1733-1733) och Johannes (1736–1804). Palmærus gifte sig andra gången 21 augusti 1739 med Christina Kraft (1707–1775), som var dotter till kyrkoherden Laurentius Laurentii Kraft i Frinnaryds  socken. De fick tillsammans ett dödfött barn (1740–1740).